# 雨过天青
《雨过天青》是中國拍攝的第一部片上发声影片，由华光片上有声电影公司在日本拍攝，導演為夏赤凤，編劇為謝世煌，主演為陳秋風、林如心、黃耐霜等人。该片于1931年6月3日于虹口上海大戏院试映。劇情講述的是陳小英（陳秋風飾演）和王愛蓮（林如心飾演）夫婦因第三者麗娜（黃耐霜飾演）插足而關係生變後來又重歸於好的故事。